# Aaron Hunt
Pour les articles homonymes, voir Hunt.
Aaron Hunt, né le 4 septembre 1986 à Goslar, est un ancien  footballeur ayant évolué au poste d’attaquant.

## Carrière
Né de père allemand et de mère anglaise, Aaron Hunt fait ses débuts au football dans les clubs du VfL Oker puis du SC Goslar. Recruté par le Werder Brême à l'âge de 15 ans, il fait toutes ses classes au centre de formation du club et est sélectionné dans les équipes allemandes des moins de 16 ans puis des moins de 17 ans.
Il débute en Bundesliga le 18 septembre 2004 contre Hanovre 96 en entrant sur le terrain à la 83e minute. Lors de sa première titularisation contre le Borussia Mönchengladbach le 12 février 2005, il marque son premier but en championnat, devenant ainsi le plus jeune buteur de l'histoire du Werder à l'âge de 18 ans et 161 jours.
Il marque le premier doublé de sa carrière le 27 octobre 2006 lors de la victoire 6-1 contre le FC Mayence et son premier triplé le 3 mars 2007 contre VfL Bochum (victoire 3-0).
Sa carrière connait un brusque arrêt au début de l'année 2006 à la suite d'une blessure à un genou hygroma du genou et il ne joue plus de la saison.
Lors de la saison 2007-2008, Aaron Hunt est plus un joker qu'un titulaire, Thomas Schaaf lui préférant Hugo Almeida ou Boubacar Sanogo, joueurs plus expérimentés.
En février 2010, il prolonge son contrat qui arrivait à expiration, pour une durée de quatre ans supplémentaires. Il confie au site officiel du club. « Le Werder est et reste ma maison sportive. Je me sens très à l’aise à Brême et je souhaite continuer mon séjour dans les années à venir. Pour cela, je vois de très bonnes conditions ».
Il s'est illustré de très bonne manière lors d'un match face à Nuremberg en mars 2014: après avoir chuté dans la surface adverse, apparemment tout seul, et que l'arbitre ait sifflé pénalty en faveur de son équipe, le capitaine du Werder va voir l'arbitre pour lui dire qu'il n'y a pas faute et faire annuler le pénalty. L'arbitre s’exécutera et Aaron Hunt se verra remercier par les joueurs adverses et acclamer par le public de Nuremberg.
En fin de contrat avec le club de Brême, il rejoint le VfL Wolfsburg.

## Avec l'équipe d'Allemagne
Après avoir joué avec les internationaux espoirs, il a été appelé pour la première fois en équipe A par Joachim Löw pour les deux matchs amicaux contre le Chili, le 14 novembre 2009, et contre la Côte d'Ivoire, le 18 novembre 2009. Il fête lors de ce match sa première sélection au sein de la Mannschaft en entrant en jeu à la place de Bastian Schweinsteiger à la 79e minute.

## Palmarès
Werder Brême
- Vainqueur de la Coupe d'Allemagne en 2009.
- Vainqueur de la Coupe de la ligue d'Allemagne en 2006.
- Finaliste de la Coupe UEFA en 2009.

 VfL Wolfsburg
- Vainqueur de la Coupe d'Allemagne en 2015.

## Statistiques
| Saison                | Club                  | Championnat           | Championnat | Championnat | Coupe nationale | Coupe nationale | Coupe de la Ligue | Coupe de la Ligue | Compétition(s) continentale(s) | Compétition(s) continentale(s) | Compétition(s) continentale(s) | Allemagne | Allemagne | Total | Total |
| Saison                | Club                  | Division              | M.          | B.          | M.              | B.              | M.                | B.                | Comp.                          | M.                             | B.                             | M.        | B.        | M.    | B.    |
| 2004-2005             | Werder Brême          | Bundesliga            | 10          | 1           | 2               | 0               | -                 | -                 | C1                             | 1                              | 0                              | -         | -         | 13    | 1     |
| 2005-2006             | Werder Brême          | Bundesliga            | 7           | 0           | 3               | 2               | 1                 | 0                 | C1                             | 6                              | 0                              | -         | -         | 17    | 2     |
| 2006-2007             | Werder Brême          | Bundesliga            | 28          | 9           | 1               | 0               | 1                 | 0                 | C1+C3                          | 5+7                            | 0+0                            | -         | -         | 42    | 9     |
| 2007-2008             | Werder Brême          | Bundesliga            | 14          | 1           | 1               | 0               | -                 | -                 | C1+C3                          | 2+3                            | 1+0                            | -         | -         | 20    | 2     |
| 2008-2009             | Werder Brême          | Bundesliga            | 18          | 2           | 2               | 0               | -                 | -                 | C1+C3                          | 4+4                            | 0+0                            | -         | -         | 28    | 2     |
| 2009-2010             | Werder Brême          | Bundesliga            | 32          | 9           | 6               | 1               | -                 | -                 | C3                             | 10                             | 1                              | 1         | 0         | 49    | 11    |
| 2010-2011             | Werder Brême          | Bundesliga            | 29          | 3           | 2               | 0               | -                 | -                 | C1                             | 7                              | 0                              | 1         | 0         | 39    | 3     |
| 2011-2012             | Werder Brême          | Bundesliga            | 18          | 3           | 1               | 0               | -                 | -                 | -                              | -                              | -                              | -         | -         | 19    | 3     |
| 2012-2013             | Werder Brême          | Bundesliga            | 28          | 11          | 1               | 0               | -                 | -                 | -                              | -                              | -                              | 1         | 0         | 30    | 11    |
| 2013-2014             | Werder Brême          | Bundesliga            | 31          | 7           | 1               | 0               | -                 | -                 | -                              | -                              | -                              | -         | -         | 32    | 7     |
| Sous-total            | Sous-total            | Sous-total            | 215         | 46          | 20              | 3               | 2                 | 0                 | -                              | 49                             | 2                              | 3         | 0         | 289   | 51    |
| 2014-2015             | VfL Wolfsburg         | Bundesliga            | 15          | 2           | 2               | 0               | -                 | -                 | C3                             | 5                              | 2                              | -         | -         | 22    | 4     |
| 2015-2016             | VfL Wolfsburg         | Bundesliga            | 2           | 0           | -               | -               | -                 | -                 | -                              | -                              | -                              | -         | -         | 2     | 0     |
| Sous-total            | Sous-total            | Sous-total            | 17          | 2           | 2               | 0               | -                 | -                 | -                              | 5                              | 2                              | -         | -         | 24    | 4     |
| 2015-2016             | Hambourg SV           | Bundesliga            | 21          | 1           | -               | -               | -                 | -                 | -                              | -                              | -                              | -         | -         | 21    | 1     |
| 2016-2017             | Hambourg SV           | Bundesliga            | 22          | 4           | 4               | 0               | -                 | -                 | -                              | -                              | -                              | -         | -         | 26    | 4     |
| 2017-2018             | Hambourg SV           | Bundesliga            | 29          | 3           | 1               | 0               | -                 | -                 | -                              | -                              | -                              | -         | -         | 30    | 3     |
| 2018-2019             | Hambourg SV           | 2.Bundesliga          | 22          | 5           | 2               | 0               | -                 | -                 | -                              | -                              | -                              | -         | -         | 24    | 5     |
| 2019-2020             | Hambourg SV           | 2.Bundesliga          | 23          | 7           | 1               | 1               | -                 | -                 | -                              | -                              | -                              | -         | -         | 24    | 8     |
| 2020-2021             | Hambourg SV           | 2.Bundesliga          | 27          | 5           | 1               | 0               | -                 | -                 | -                              | -                              | -                              | -         | -         | 28    | 5     |
| Sous-total            | Sous-total            | Sous-total            | 144         | 25          | 9               | 1               | -                 | -                 | -                              | -                              | -                              | -         | -         | 153   | 26    |
| Total sur la carrière | Total sur la carrière | Total sur la carrière | 376         | 72          | 32              | 4               | 2                 | 0                 | -                              | 54                             | 4                              | 3         | 0         | 467   | 80    |